# Гілов
Гілов (нім. Gielow) — громада в Німеччині, розташована в землі Мекленбург-Передня Померанія. Входить до складу району Мекленбургіше-Зенплатте. Складова частина об'єднання громад Мальхін-ам-Куммеровер-Зе.
Площа — 23,47 км2. Населення становить 1076 ос. (станом на 31 грудня 2020).

## Галерея

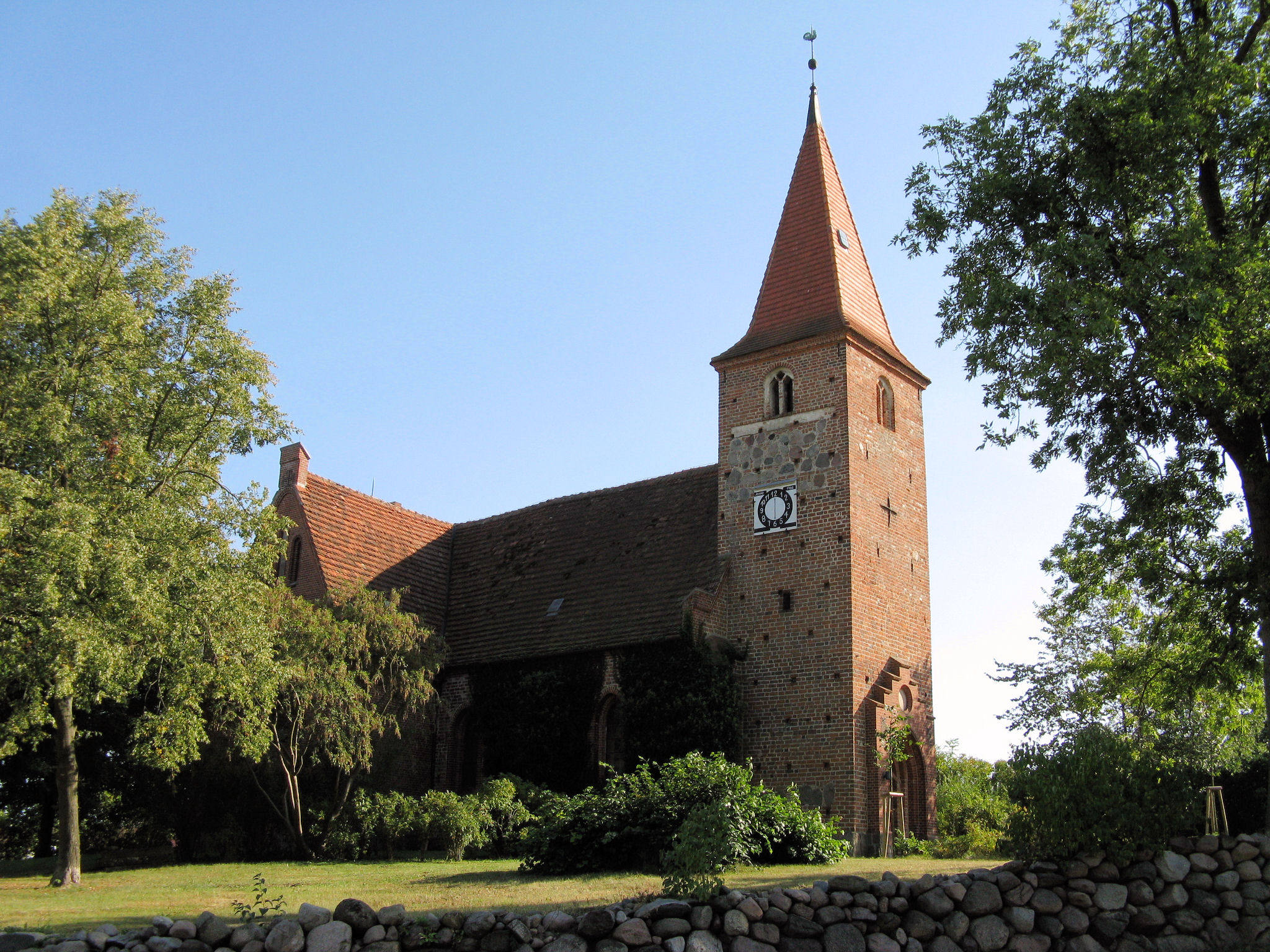